# Alessandro Baronciani
Alessandro Baronciani (né le 10 mai 1974) est un artiste italien. D'abord connu comme chanteur et guitariste du groupe punk hardcore Altro (it) depuis les années 1990, Baronciani est également illustrateur et auteur de bande dessinée, connaissant depuis 2011 et la parution de Le ragazze nello studio di Munari un certain succès dans ce domaine.

## Récompense
- 2011 : Prix XL pour Le ragazze nello studio di Munari[3]

## Publications
- Une storia a fumetto, Black Velvet, 2006  (ISBN 9788887827446).
- Le ragazze nello studio di Munari, Black Velvet, 2010  (ISBN 9788896197394).
- Quando tutto diventò blu , Black Velvet, 2011  (ISBN 9788887827996).
- Raccolta : 1992-2002, BAO Publishing, 2013  (ISBN 9788865434765).
- La distanza (dessin), avec Colapesce (texte), BAO Publishing, 2015  (ISBN 9788865434765).
- Come svanire completamente, auto-édition, 2016[4].
- Negativa, BAO Publishing, 2018  (ISBN 9788832731576).
- Monokerostina, auto-édité, 2020. Coffret contenant 12 livrets[5].